# HMS Arrogant (1761)
Pour les autres navires du même nom, voir HMS Arrogant.
Le HMS Arrogant est un vaisseau de 74 canons en service dans la Royal Navy de 1761 à 1801.

## Construction
Lancé le 22 janvier 1761 à Harwich, il est le premier navire de sa classe.

## Service actif
Il prend part en 1782 à la bataille des Saintes.
Pendant le combat du détroit de Malacca (en), le 8 septembre 1796, le HMS Arrogant doit s'éloigner pour maîtriser l'incendie provoqué par les tirs de la division de Sercey puis reprend le combat avant de se replier avec le HMS Victorious (en).

## Dernières années
Il est converti en ponton en 1801 puis démoli en 1810.